# Mengistu Worku
Mengistu Worku (Adis Abeba, Etiopía; 1940 – 16 de diciembre de 2010) fue un futbolista y entrenador de fútbol de Etiopía que jugó en la posición de delantero.

## Carrera

### Club
Jugó toda su carrera con el Saint-George SA de 1956 a 1972, con los que fue campeón nacional en cuatro ocasiones y una copa nacional.

### Selección nacional
Jugó para Etiopía en 98 ocasiones de 1959 a 1970 y anotó 61 goles; participó en cinco ediciones de la Copa Africana de Naciones incluyendo el título de 1962, de la cual fue goleador y mejor jugador del torneo.

### Entrenador
Dirigió a Etiopía en dos periodos en los años 1980, dirigiendo en la Copa Africana de Naciones 1982 y ganó la Copa CECAFA 1987.

## Logros

### Club
- Liga etíope de fútbol (4): 1966, 1967, 1968, 1971
- Copa de Etiopía (1): 1957

### Selección nacional
- Copa Africana de Naciones (1): 1962

### Individual
- Goleador de la Copa Africana de Naciones 1962.
- Mejor jugador de la Copa Africana de Naciones 1962.

### Entrenador
- Copa CECAFA (1): 1987